# Олт
Олт (рум. Olt, лат. Aluta) — одна из главных рек Румынии, левый приток Дуная. Длина — 615 км. Бассейн — 24 050 км².
Спускается с западного склона Восточных Карпат (1210 м) и ущельем пересекает Трансильванские Карпаты, после чего выходит на Нижнедунайскую равнину.
На Олте стоят города Фэгэраш, Рымнику-Вылча и Слатина. Ниже Слатины судоходна, в верховьях — сплав леса. Впадение в Дунай — двумя рукавами у города Турну-Мэгуреле. Земли, ограниченные с востока Олтом, с севера — Карпатами, а с юго-запада — Дунаем, называются Олтенией.
Упомянута у Иордана в Гетике как пограничная река между языгами и роксоланами.
В долине Олта на местонахождении Гренчану (Grăunceanu) около 2 млн л. н. обитали наземные мартышковые вида Paradolichopithecus arvernensis, короткошеие жирафы, бегемоты, панголины рода Smutsia, носороги, лоси, бизоны, олени, лошади, страусовые из рода Pachystruthio, свиньи, кошачьи вида Puma pardoides, дикобразы вида Hystrix refossa, бобры вида Castor fiber cf. plicidens, трогонтерии (Trogonotherium sf). Местонахождение Гренчану является поздневиллафранкским (~2,2—1,9 млн л. н.) и композиционно близко к местонахождениям Сен-Валье (Saint-Vallier) во Франции и Ватера (Vatera) в Греции. На нескольких костях млекопитающих с местонахождения Гренчану выявлены порезы, сделанные людьми орудиями примерно 1,95 млн л. н. (поздний виллафранк).

## Галерея

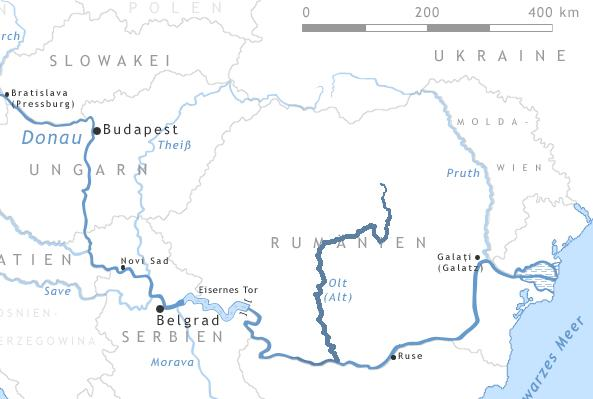
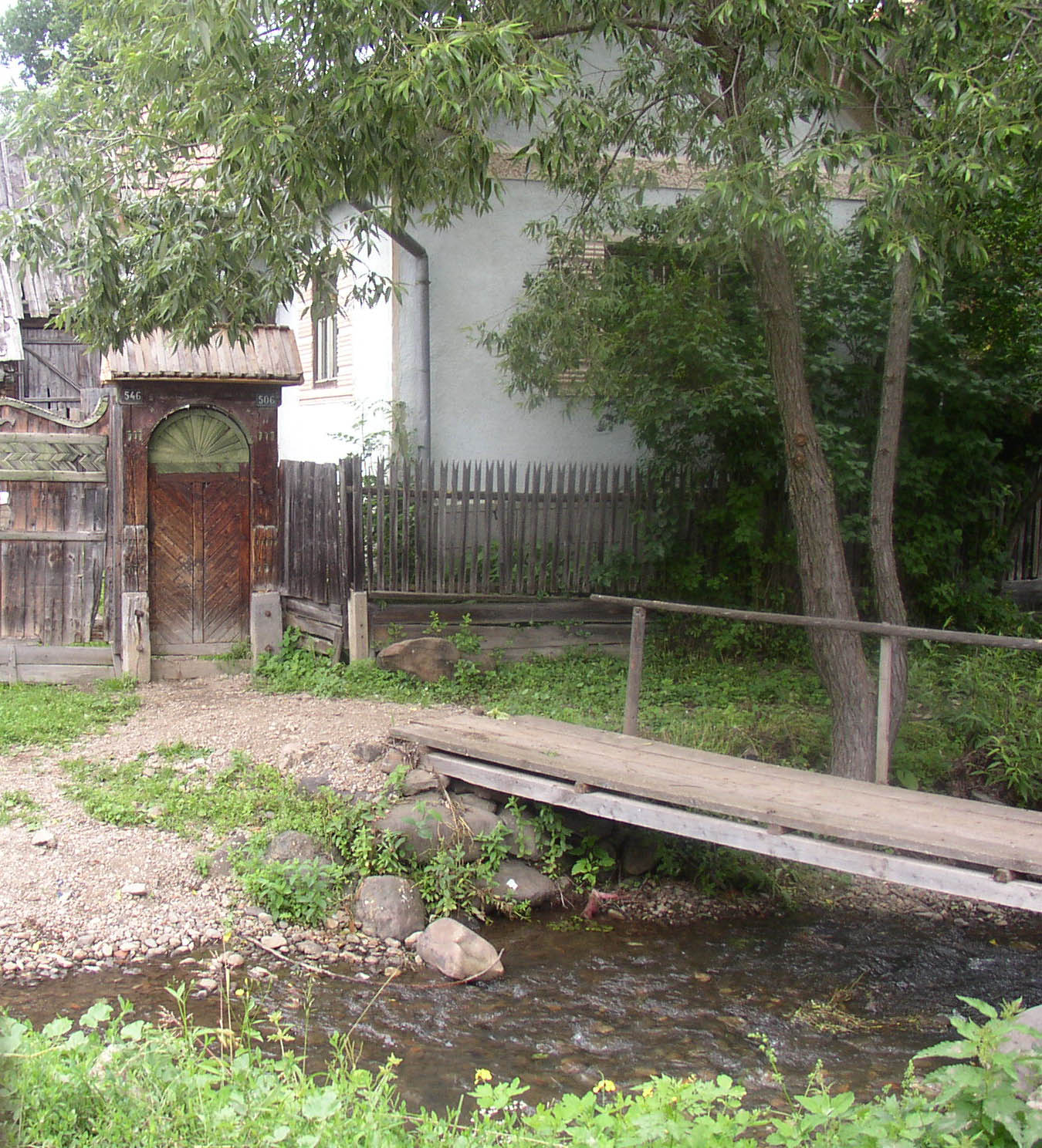
Олт вблизи истока
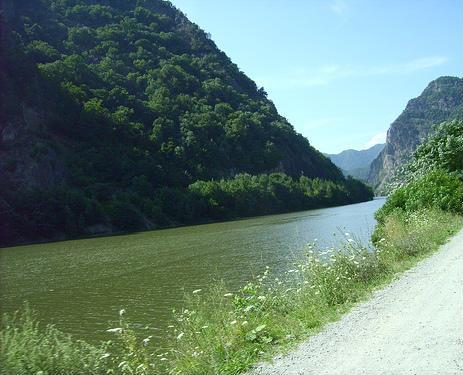
Олт в ущелье, соединяющем Трансильванию с Валахией
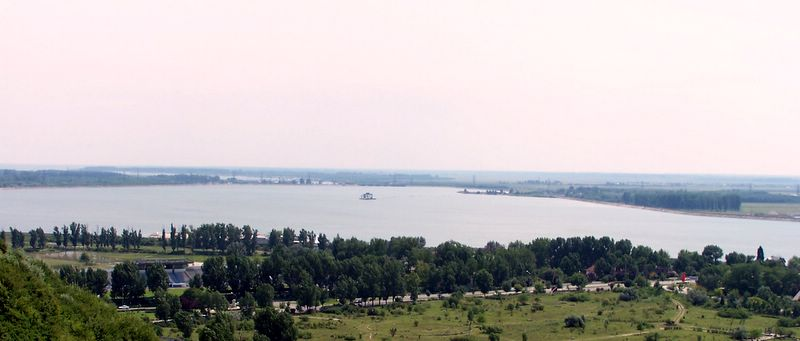
Слатинское водохранилище